# Eucinetus substriatus
Eucinetus substriatus is een keversoort uit de familie buitelkevers (Eucinetidae). De wetenschappelijke naam van de soort werd in 1869 gepubliceerd door Léon Marc Herminie Fairmaire.